# Melanophryniscus krauczuki
Melanophryniscus krauczuki – gatunek płaza bezogonowego z rodziny ropuchowatych (Bufonidae).

## Systematyka
Gatunek ten jest przedstawicielem rodzaju Melanophryniscus zaliczanego do rodziny ropuchowatych (Bufonidae). Opisali go w 2004 roku argentyńscy badacze Diego Baldo i Nestor G. Basso. Epitet gatunkowy upamiętnia przyrodnika i ornitologa Ernesto Krauczuka, zasłużonego dla ochrony środowiska naturalnego w prowincji Misiones.

## Cykl życiowy
Płaz ten prowadzi dzienny tryb życia.
Rozród ma miejsce dwukrotnie: w marcu–maju oraz w sierpniu–wrześniu. Przebiega on w niewielkich strumieniach, istniejących tylko czasowo, płynących po bazaltowym podłożu. Samica składa jaja w płytkiej wodzie, przytwierdzając je do podwodnych roślin czy skał.

## Rozmieszczenie geograficzne
Gatunek ten zamieszkuje Argentynę, prowincję Misiones, dokładniej jej południową część, gdzie zaobserwowano go w kilku lokalizacjach. Jedno stwierdzenie odnotowano w 2006 roku na przyległym obszarze Paragwaju w departamencie Itapúa.

## Ekologia
Żyje na wysokości 125–165 m nad poziomem morza.
Jego siedlisko to obszary trawiaste podmokłe, na których występuje sitowie, jak też poszatkowane lasy.

## Status zagrożenia i ochrona
Międzynarodowa Unia Ochrony Przyrody (IUCN) od 2021 roku uznaje Melanophryniscus krauczuki za gatunek najmniejszej troski (LC, ang. Least Concern), wcześniej klasyfikowała go jako gatunek niedostatecznie rozpoznany (DD, Data Deficient).
W sezonie godowym płaz ten jest bardzo liczny. Trend liczebności populacji uznawany jest za stabilny.
Ze znaczących zagrożeń IUCN nie wymienia żadnych, choć lokalnie mogą mu zagrażać urbanizacja wokół miasta Posadas oraz budowa zapór wodnych.
Płaz ten zamieszkuje tereny chronione: IUCN podaje Parque Provincial Fachinal i Reserva Privada Puerto San Juan.